# Sherrill Milnes
Sherrill Milnes (Downers Grove, Illinois, 10 januari 1935) is een Amerikaanse operabariton. Hij is het beroemdst om zijn Verdi-rollen. Vanaf het midden van de jaren zestig van de twintigste eeuw tot 1997 was hij verbonden aan de Metropolitan Opera in New York.
Hij heeft een hoge bariton, die een goed legato paart aan een scherpe ritmische stijl; bovendien heeft hij een indrukwekkende en knappe toneelaanwezigheid. In 1965 was zijn debuut bij de Metropolitan Opera. Zijn internationale debuten volgden spoedig daarna, en Milnes werd wereldwijd een van de prominente Verdi-baritons van de jaren zeventig en tachtig van de twintigste eeuw.
Hij was een zeer productief opnamekunstenaar, vaak in samenwerking met Plácido Domingo en Luciano Pavarotti.

## Zijn vroege leven
Milnes werd geboren in Downers Grove (Illinois) als zoon van een melkveehouder en zijn vrouw. Als kind toonde hij sterke en gevarieerde muzikale talenten. Niet alleen zong hij, hij speelde ook piano, viool, altviool, contrabas, klarinet en tuba. Hoewel zijn belangstelling niet altijd neigde naar opera, besteedde hij vele uren aan het zingen voor zijn vaders koeien, en een keer werd hij aangetroffen op een trekker tijdens het oefenen van een operalach.
Toen hij op de middelbare school was, was Milnes voornemens anesthesist te worden, maar later keerde hij terug naar de muziek met het studeren van muziekonderwijs op Drake University en Noordwest Universiteit, met de gedachte leraar te worden. Na zijn afstuderen heeft hij een zomer een stage gelopen op de Santa Fe Opera en wijdde zich vervolgens aan het worden van een operazanger, waarbij hij kort studeerde bij de beroemde sopraan Rosa Ponselle.

## Carrière
Milnes begon zijn loopbaan bij de Boston Opera Company in 1960, hij voegde zich bij Boris Goldovsky's Opera Theater, en debuteerde als Masetto in Mozarts Don Giovanni. In 1961 debuteerde hij bij Ponselles Baltimore Opera als Gérard in Giordano's Andrea Chénier.
In 1964 maakte Milnes zijn eerste grote doorbraak met het zingen van de rol van Valentin in Gounods Faust bij de New York City Opera, de rol waarmee hij ook zijn debuut maakte bij de Metropolitan Opera in 1965.
Ook in 1964 maakte Milnes zijn Europese debuut met de rol van "Figaro" in Rossini's Il barbiere di Siviglia in het Teatro Nuovo in Milaan. Het was echter zijn optreden als Miller in Verdi's Luisa Miller in 1968 dat hem internationale faam bezorgde.
In de vroege jaren tachtig van de twintigste eeuw had Milnes vocale gezondheidsproblemen, maar hij overwon deze uiteindelijk.
In 1998 publiceerde Milnes zijn memoires, American Aria.
Met ingang van 2001 brengt Milnes zijn ervaring en expertise over op jong talent door V.O.I.C.E. (Vocal and Operatic Intensive Creative Experience), die hij stichtte in 2001 met zijn derde vrouw, Maria Zouves. Hun workshops maken het onderwijzers en uitvoerenden hun kennis te delen door middel van masterclasses, private coachings, presentaties, een-op-een overleg, lezingen en uitvoeringen. Zij streven naar het scheppen van een realistisch beeld van de vele uitdagingen die zangers tegenkomen in hun carrière. Het auditor program maakt het operaliefhebbers en zangers mogelijk een unieke interactie te hebben in het creatieve proces.
Milnes is op het ogenblik een emeritus professor stemtechniek aan de Northwestern University.

## Discografie
Cassettes
- Essential Opera
- A Grand Night for Singing (Mormon Tabernacle Choir, Columbia Symphony en Ottley, dirigent)
- Opera's Greatest Duets
- Sherrill Milnes at the Met

Cd's
- 1967: Mozart: Cosi fan tutte (met L. Price, Troyanos, Raskin, Shirley, Flagello en Leinsdorf, dirigent)
- 1967: Verdi: La Traviata (met Caballé, Bergonzi en Pretre, dirigent)
- 1968: R. Strauss: Salome (met Caballé, R. Lewis, Resnik, J. King en Leinsdorf, dirigent)
- 1969: Beethoven: Symfonie Nr. 9, "Choral" (met J. Marsh, Veasey, Domingo en Leinsdorf, dirigent)
- 1969: Verdi: Il Trovatore (met L. Price, Domingo, Cossotto en Mehta, dirigent)
- 1970: Verdi: Aida (met L. Price, Domingo, Bumbry, Raimondi en Leinsdorf, dirigent)
- 1970: Verdi: Macbeth (met Ludwig, Cossutta en Boehm, dirigent) live-opname
- 1971: Great Opera Duets (met Domingo)
- 1971: Verdi: Un Ballo in Maschera (met Tebaldi, Pavarotti en Bartoletti, dirigent)
- 1971: Verdi: Don Carlos (met Domingo, Caballé, Raimondi, Verrett en Giulini, dirigent)
- 1971: Donizetti: Lucia di Lammermoor (met Sutherland, Pavarotti, Ghiaurov en Bonynge, dirigent)
- 1971: Leoncavallo: I Pagliacci / Puccini: Il Tabarro (Pagliacci: met Caballé, Domingo en Santi, dirigent; Il Tabarro: met L. Price, Domingo en Leinsdorf, dirigent)
- 1971: Verdi: Rigoletto (met Sutherland, Pavarotti, Tourangeau en Bonynge, dirigent)
- 1972: Verdi: Attila (met Raimondi, Deutekom, Bergonzi en Gardelli, dirigent)
- 1972: Verdi: Giovanna d'Arco (met Caballé, Domingo en Levine, dirigent)
- 1973: Domingo Conducts Milnes en Milnes Conducts Domingo
- 1973: Puccini: Tosca (met L. Price, Domingo en Mehta, dirigent)
- 1974: Puccini: La Boheme (met Caballé, Domingo, Blegen, Sardinero, Raimondi en Solti, dirigent)
- 1974: Verdi: I Vespri Siciliani (met Arroyo, Domingo, Raimondi en Levine, dirigent)
- 1975: Rossini: Il barbiere di Siviglia (met Sills, Gedda, Capecchi, Raimondi, Barbieri en Levine, dirigent)
- 1975: Verdi: Luisa Miller (met Pavarotti, Caballe en Maag, dirigent)
- 1975: Massenet: La Navarraise (met Horne, Domingo, Bacquier en H. Lewis, dirigent)
- 1975: Verdi: Il Trovatore [met bonustracks van een opname uit 1968 van het tweede bedrijf met Richard Tucker] (met Caballé, Cossutta, Arkhipova en Guadagno, dirigent)
- 1976: Giordano: Andrea Chenier (met Scotto, Domingo en Levine, dirigent)
- 1976: Verdi: Macbeth (met Cossotto, Carreras, Raimondi en Muti, dirigent)
- 1976: Massenet: Thais (met Sills, Gedda, Van Allan en Maazel, dirigent)
- 1977: Cilea: Adriana Lecouvreur (met Scotto, Domingo, Obraztsova en Levine, dirigent)
- 1977: Bizet: Carmen (met Berganza, Domingo, Cotrubas en C. Abbado, dirigent)
- 1977: Puccini: La Fanciulla del West (met Neblett, Domingo en Mehta, dirigent)
- 1977: Verdi: La Forza del Destino (met L. Price, Domingo, Cossotto, Giaiotti, Bacquier en Levine, dirigent)
- 1977: Verdi: La Traviata (met Cotrubas, Domingo en Kleiber, dirigent)
- 1978: Bravissimo, Domingo!, Aria's en Duetten met Leontyne Price en Sherrill Milnes
- 1978: Rossini: Guglielmo Tell (met Freni, Pavarotti, Mazzoli, Jones, Ghiaurov en Chailly, dirigent)
- 1978: Verdi: Otello (met Scotto, Domingo en Levine, dirigent)
- 1978: Verdi: Rigoletto (met Sills, Kraus, M. Dunn, Ramey en Rudel, dirigent)
- 1978: Puccini: Tosca (met Freni, Pavarotti en Rescigno, dirigent)
- 1980: Massenet: Le Roi de Lahore (met Sutherland, Lima, Giaurov, Morris, Tourangeau en Bonynge, dirigent)
- 1981: Ponchielli: La Gioconda (met Caballé, Baltsa, Pavarotti, Ghiaurov en Bartoletti, dirigent)
- 1983: Thomas: Hamlet (met Sutherland, Morris, Conrad, Winbergh, Lewis, Gelling en Bonynge, dirigent)
- 1986: Ponchielli: La Gioconda (met Marton, Ramey, Lamberti en Patané, dirigent)
- 1990: Fauré: Requiem (met Te Kanawa en Dutoit, dirigent)
- 1992: Orff: Carmina Burana (met Mandac, Kolk en Ozawa, dirigent)
- 2001: Wolf-Ferrari: Sly (met Carreras, Kabatu en Gimenez, dirigent)

Recitals
- Sherrill Milnes in Recital, Volume 1, "There but for You Go I" (Jon Spong, piano)
- Sherrill Milnes in Recital, Volume 2, "Kingdom by the Sea" (Jon Spong, piano)
- Met Legends: Sherrill Milnes
- Grandi Voci: Arias (de la Fuente, dirigent)
- The Baritone Voice
- Copland: Old American Songs
- Griffes: Four German Songs; Songs of the Dagger (Ozawa, dirigent)

Video's
- 1976: Puccini: Tosca (met Kabaivanska, Domingo en Bartoletti, dirigent)
- 1983: Verdi: Ernani (met L. Mitchell, Pavarotti, Raimondi en Levine, dirigent)
- 1984: Verdi: Simon Boccanegra (met Tomowa-Sintow, Moldoveanu, Plishka en Levine, dirigent)
- 1985: Verdi: Nabucco (met Bumbry, Cortez, Raimondi en Santi, dirigent)
- 1985: Sherrill Milnes: An All-Star Gala (verscheidene artiesten)
- 1986: Sherrill Milnes at Juilliard: An Opera Master Class
- 1988: Verdi: Il Trovatore (met Marton, Zajick, Pavarotti en Levine, dirigent)
- 1989: Verdi: Aida (met Millo, Zajick, Domingo en Levine, dirigent)
- 1991: Met's 25th Anniversary Gala at Lincoln Center (verscheidene artiesten)
- 1996: James Levine 25th Anniversary Gala (verscheidene artiesten)

## Bron
- Biografische gegevens van de biografie op www.geocities.com/semilnes/home.html (gearchiveerd op archive.org)